# Somatochlora provocans
Somatochlora provocans – gatunek ważki z rodziny szklarkowatych (Corduliidae). Występuje na terenie Ameryki Północnej.